# Peter Graves
Peter Graves (18. marts 1926 i Minneapolis, Minnesota i USA – 14. marts 2010 i Los Angeles, Californien i USA) var en amerikansk filmskuespiller. Han er kendt for sin rolle som Jim Phelps i tv-serien Mission: Impossible i perioden 1967 til 1973, og under relanceringen af samme serie fra 1988 til 1990. Graves var lillebror til skuespilleren James Arness.

## Filmografi
- Det bli'r i familien Addams (1993)